# Acrobat (песня U2)
«Acrobat» (с англ. — «Акробат») — песня ирландской рок-группы U2 из альбома Achtung Baby. Основные темы — лицемерие, отчуждение и моральное смятение.
Песня не исполнялась группой в турах вплоть до 2018 года; дебютное исполнение произошло 2 мая на концерте в Талсе, штат Оклахома.

## О композиции

### Предпосылки и запись
Хотя альбом The Joshua Tree принёс U2 в 1987 году всемирное признание и коммерческий успех, последующий за ним альбом и одноимённый фильм Rattle and Hum (несмотря на 14 миллионов проданных копий и успех в чартах) вызвали у критиков обратную реакцию. Редактор журнала Hot Press Нил Стокс задавался следующим вопросом: «Начиная в потоке панка, U2 помнили, что они чувствовали о супергруппах конца 70-х; не становятся ли они сейчас теми, кого презирали?».
Критика сподвигла U2 искать более радикальный звук. К началу работы над новым альбомом они слушали музыку с «бескомпромиссным, индустриальным звучанием», включая Nine Inch Nails, Jesus and Mary Chain, Happy Mondays, Curve, My Bloody Valentine, KMFDM и Sonic Youth, а также Роя Орбисона и Жака Бреля. В итоге группа решила выработать более тяжёлый звук, оставаясь верными себе в плане лирики.

«Их стратегия была радикальна. Возьмите всё, что вы знаете, и выбросьте. Работайте с музыкой, которую вы не знаете, в месте, которое вам незнакомо, методом, который вам неизвестен. Дезориентируйте себя.»— Нил Стокс
«Acrobat» начинается с риффа Эджа в размере 12⁄8. Рифф был придуман музыкантом во время репетиций в Окленде, Новая Зеландия, в ходе тура Lovetown Tour в 1989 году. По словам Эджа, «это очень ирландский музыкальный размер, он повсеместно встречается в традиционной ирландской музыке, но в рок-н-ролле вы слышите его не особо часто.»
Даниель Лануа, продюсировавший трек, чувствовал себя дезориентированным с выбранным группой направлением для записи «Acrobat». По словам Боно, «Дэниел… пытался заставить нас сыграть на наших сильных сторонах, а я — нет. Я хотел сыграть на наших слабых сторонах. Я хотел экспериментов». При этом Боно заметил, что конечный результат «не вполне отражает» его первоначальный замысел.
Песня не исполнялась на концертах, хотя активно репетировалась в акустической версии в ходе Zoo TV Tour (вплоть до «Outside Broadcast», третьей части турне), причём конец песни сливался с началом «Zoo Station», что дало возможность предположить, что «Acrobat» рассматривался в качестве открывающей композиции. Эдж высказывал сомнение относительно концертного исполнения «Acrobat»: «Я не думаю, что люди ходят на U2 для этого». В 2012 году Уилли Уилльямс, художник по свету и концертный директор U2, описал концертное исполнение «Acrobat» как «предельно драматичное», замечая: «в рамках стадиона, я считаю, это могло оказать тот же эффект, как если выйти на сцену и сказать зрителям с****ть.» Тем не менее, в 2018 году «Acrobat» дебютировал на концертах группы.

### Текст

«Это — песня о собственной раздражительности, о собственном лицемерии, о вашей способности изменять форму и цвет под окружающую действительность, как хамелеон.»

Работая над текстом, Боно черпал вдохновение в произведениях писателя Делмора Шварца (ему же и посвящена песня). В тексте упоминается название одного из его рассказов «Ответственность начинается в мечтах» (англ. In Dreams Begin Responsibilities), так как он не выходил у Боно из головы.
Ранняя версия трека (вошедшая в юбилейное переиздание Achtung Baby под названием «'Baby' Acrobat»), содержит несколько другой текст:
«Ты знаешь: я готов нанести удар / Если бы я только знал, по кому…»
вместо финальных
«Я знаю: ты готова нанести удар / Если бы ты только знала, по кому…»
а также полностью пересмотренные строки: «If the sky turns to purple and the moon turns to blood / Will you dig me out when I’m face down in the mud» (с англ. — «Если небо окрасится в фиолетовый, а луна окрасится в кровь / Вытащишь ли ты меня, когда я распластаюсь в грязи»).
Строки «I’d break bread and wine / If there was a church I could receive in» («Я бы преломил хлеб и вино / Если б была церковь, в которую я бы мог войти») могут быть истолкованы как духовное отчуждение.

## Тематика
Это одна из наиболее личных песен в Achtung Baby; в ней Боно говорит о собственных слабостях, противоречиях, неполноценности. Эдж говорил, что в ней есть «доза яда», сравнивая её с горечью Ленновской «Working Class Hero», «циничной и порыкивающей». Боно: «Когда мы перешли от восьмидесятых к девяностым, я перестал бросаться камнями в символы власти. Я начал кидать камни в собственное лицемерие… „Acrobat“ начинается так: „Don’t believe what you hear / Don’t believe what you see / If you just close your eyes / You can feel the enemy“ (с англ. — «Не верь тому, что видишь / Не верь тому, что слышишь / Закрыв свои глаза / Ты почувствуешь врага.») Вы начинаете видеть мир по-другому, вы — часть проблемы, а не просто часть её решения.»
В 2006 году, вспоминая «Acrobat», Боно сказал: «Песня о лицемерии, а лицемерами могут быть все — и я, конечно, тоже. И, знаете, вы оцениваете людей в мире по очень высоким стандартам, но сами не готовы жить по ним.»

### С точки зрения музыкальных критиков
Нил Стокс из Hot Press, говоря о тематике «Acrobat», отметил следующее: «В её сути есть осознание разрушительного действия времени, того, что происходит с людьми и с отношениями между людьми. Но, помимо этого, есть самоосознание, приходящее только с опытом… Боно признаёт собственную слабость и несовершенство. И он — более чем когда-либо — сознателен в противоречивости собственной позиции.»
Гэвин Мартин (журнал Uncut) задавался вопросом, не являются ли строчки «What are going to do now it’s all been said? / No new ideas in the house, and every book has been read» («Что делать теперь, всё уже сказано? / Никаких новых идей, и каждая книга прочитана») проверкой U2 на долговечность, утверждая: «Боно звучал хрупким, раненным; казалось, он даже обдумывал пригодность группы».
Энди Грин из Rolling Stone пришёл к тому же выводу, написав, что «агрессивная и ядовитая» композиция отразила мысли Боно во время работы над альбомом: «Практически каждая фраза наполнена гневом… Наступало новое десятилетие, и вполне возможно, что они думали о роспуске, ощущая себя пережитками прошлого.» Отсылки в тексте и на Свято́е Прича́стие, и на оральный секс ставят «Acrobat» рядом с «The Fly», так как, по Мартину, обе композиции «поставлены в аморальном ключе» и обе разрушили превалирующие представления о группе.
Билл Фланаган отметил нарушение Боно в период работы над Achtung Baby собственной традиции держать лирику «в постоянном движении до последней минуты» альбома с обеспечением последовательного повествования и метафорично сравнил альбом с «тёмной женщиной, которая, подобно Луне, совращает певца, отдаляя его от целомудренной любви, Солнца; он отдаляется от домашней жизни, наслаждаясь ночной, и проверяет, как далеко он сможет зайти, прежде чем вернуться домой.» Последние три песни Achtung Baby — «Ultraviolet», «Acrobat» и «Love Is Blindness» — иллюстрируют, по мнению Фланагана, возникновение перед влюблёнными парами задачи сглаживания страданий, которые они причинили друг другу.
Обозреватель The New Yorker заключила, что в конечном счёте это — «песня о любви, длящейся продолжительное время» и что она «с облегчением обнаружила, что парни из U2 так же гормонально зависимы и обеспокоены, как и все мы.»
Гэвин Фрайдей, музыкант, художник и друг детства Боно, счёл строчку из припева «Don’t let the bastards grind you down» («Не позволяй ублюдкам растерзать себя») возмездием прессе и критикам.

### С точки зрения философии
Крэйг Делэнси, доцент кафедры философии в одном из Университетов штата Нью-Йорк, приводил «Acrobat» как пример «успешного применения рок-музыки в качестве возбудителя смеси гнева и презрения, которая помогает взглянуть в лицо кажущемуся непреодолимым противодействию». Он отметил, что «сильное заключительное настроение в „Acrobat“ помогает нам быть мотивированными и заряженными перед силами, которые хотят видеть нас бессильными».
Тимоти Кливленд, зав.отделением философии в Университете штата Нью-Мексико, писал, что начальные строчки — это не что иное как самоанализ: «чувства противопоставлены восприятию, с помощью которого индивид познает окружающий мир. „Враг“, которого может „почувствовать“ герой — он сам. „Почувствовать“ в этом контексте — проявить своего рода осведомлённость о себе, независящую от восприятий окружающего мира… Как перцепционное чувство, это может быть как прямое знание, так и осознание.»

## Отзывы
«Acrobat» получил смешанный приём. Kitchener Record посчитала песню доказательством развития лиризма Боно и сфокусированности группы. Hot Press посчитала, что «для большинства критиков это будет скучной песней… Это была храбрая попытка рок-н-ролльной группы записать что-то отличительное для, по существу, ещё одной песни о любви.» Uncut оценил песню в 4 звезды из 5, назвав её «изумительно мрачной» The Vancouver Sun посчитала, что «Acrobat» «подводит итог лирического направления и мышления Боно лучше, чем какая-либо другая песня с альбома… согласно теории, что истинная удовлетворённость приходит изнутри.».
New York Times сочла текст «напыщенным»; Entertainment Weekly что «„Acrobat“ — бесформленный и переутомлённый — просто месиво.»
Боно и Эдж последовательно называли «Acrobat» одной из своих любимых песен U2.

## Дополнительные факты
- Заглавная композиция с альбома Zooropa, вышедшего в 1993 году, также содержит тему «морального беспорядка»[25]. Её кода включает фразу «dream out loud» («мечтай громко»), вставленную Боно в качестве аллюзии на «Acrobat»[26]. По мнению некоторых критиков, обе песни содержат ответ неуверенности и неизбежному отчуждению[27].
- Фраза «dream out loud» была впервые использована Боно ещё в ходе Lovetown Tour в 1989 году и с тех пор периодически фигурирует в творчестве группы — например, она включена в текст «Always» (би-сайда к знаменитой «Beautiful Day») и звучит на концерте PopMart: Live from Mexico City.
- Голландская группа Kane записала свою версию песни для концертного трибьют-альбома With or Without You в 2000 году.
- Британская группа Glasvegas записала свою версию песни для трибьют-альбома AHK-toong BAY-bi Covered, приуроченного к двадцатилетию выхода Achtung Baby. Вокалист группы Джеймс Аллан: «Записывая её, я представлял себя Боно, очки и всё такое. <…> Когда гитарист спросил меня: „Что ты думаешь об этом кавере?“, я ответил: „Аа, легко; просто сделаем её громче, чем у U2“.»[28]

## Участники записи
| U2 - Боно — вокал; - Эдж — гитары, бэк-вокал; - Адам Клейтон — бас-гитара; - Ларри Маллен мл. — ударные, перкуссия | технический персонал - Даниель Лануа — музыкальный продюсер, микширование; - Флад — звукорежиссёр, микширование; - Шэннон Стронг — помощник звукорежиссёра, микширование |